# Bol'šaja Tira
Il Bol'šaja Tira (in russo Большая Тира?) è un fiume della Russia siberiana orientale,  affluente di sinistra della Lena. Scorre nella Siberia meridionale, nell'Ust'-Kutskij rajon dell'Oblast' di Irkutsk.

## Descrizione
Il fiume, che ha una lunghezza di 219 km, scorre prevalentemente in direzione sud-est; l'area del suo bacino è di 5 160 km². Il suo principale affluente è il Malaja Tira, lungo 166 km. Sfocia nella Lena sulla riva sinistra nei pressi del villaggio di Tira a 3305 km dalla sua foce. 